# Anetia thirza
Anetia thirza là một loài bướm ngày trong họ Nymphalidae. Nó được tìm thấy ở México và Trung Mỹ (bao gồm El Salvador, Costa Rica và Panama).
Ấu trùng có lẽ ăn các loài Metastelma.

## Phân loài
- Anetia thirza thirza (Mexico)
- Anetia thirza insignis (Salvin, 1869) (Costa Rica, Panama)